# Mu Shouqi
Mu Shouqi (chinesisch 慕寿祺; * 1874; † 1947) war ein chinesischer Politiker in Gansu und namhafter Gelehrter. Er ist Verfasser einer Kurzen Geschichte von Gansu, Ningxia und Qinghai (Gan-Ning-Qing shilüe) und einer Einführung zu den klassischen Werken des Konfuzianismus (Jingxue gailun).